# Force of Nature (dúo musical)
Force of Nature es un dúo de DJ y producción de Tokio, Japón. Está compuesto por los miembros Kitazawa Ikuzumi (北沢 郁美 Ikuzumi Kitazawa?), conocido como KZA, y Kento Sasaki (佐々木 健太 Sasaki Kento?), conocido como DJ Kent o The Backwoods. Son conocidos internacionalmente por su trabajo como DJ. El dúo también formó parte del equipo de producción que compuso la música para el anime Samurai Champloo.

## Biografía

### Primeros años con Yotsukaido Nature
Durante 1990, KZA (entonces conocidos como Kita & Zawa), DJ Kent y Akira "Mic Akira" Nakano estaban originalmente en un grupo de hip-hop japonés llamado Yotsukaido Nature (四街道ネイチャー), que lleva el nombre de la ciudad de Yotsukaido. KZA, miembro fundador del grupo, era maestro de ceremonias con Mic Akira en ese momento, mientras que Kent se unió al grupo como DJ y productor después de la salida del DJ original del grupo. Lanzarían su EP homónimo, el sencillo "HIGH-NIKKEN", y una colaboración con la banda japonesa de punk rock Super Stupid en 1995. En 1996, el grupo también participaría en los conciertos de hip-hop Thumpin' Camp y Little Bird Nation Summer Festival en el Hibiya Open-Air Concert Hall en Tokio, Japón.
Después de unirse para producir un breakbeat llamado "Urban Combatt 2001" para su álbum de estudio de 1998 VIC Tomorrow, KZA y DJ Kent tomaron el nombre "Force of Nature", que era un juego de palabras con "Yotsu " (que significa "fourth" que suena similar a "force") y tomaron inspiración en los nombres del álbum Done by the Forces of Nature del grupo Jungle Brothers y  del grupo Naughty by. Nature Después de lanzar dos sencillos más para el álbum, Yotsukaido Nature se disolvió, KZA se retiró y FORCE OF NATURE continuaría como un dúo enfocado en música con ritmos inspirados en hip hop, disco, techno, música house, dub. musica y electrónica.

### El éxito como Force of Nature
Force of Nature se convertiría en un ícono en la escena de la música dance japonesa, así como productores que remezclaron pistas para varios artistas. En 2002, Force of Nature lanzó su primer álbum instrumental The Forces Of Nature.
El director de cine y televisión de anime japonés Shinichiro Watanabe se acercó al dúo para ayudar a crear la banda sonora del anime Samurai Champloo junto con los productores de hip-hop establecidos Fat Jon, Tsutchiem y Nujabes. El grupo produjo varias canciones para la serie, incluida la pista de rap "ズルSTYLE (Hiji Zuru STYLE?)" con los raperos Suiken y S-Word. Sus contribuciones fueron parte de los álbumes recopilatorios de Victor Entertainment Samurai Champloo Music Record: Masta con Tsutchie y Samurai Champloo Music Record: Impression con Nujabes y Fat Jon. Lanzado el 23 de junio de 2004, Samurai Champloo Music Record: Masta presentó nueve canciones de Force of Nature, mientras que Samurai Champloo Music Record: Impression, lanzado el 22 de septiembre de 2004, presentó siete canciones de Force of Nature. La compilación de 2005 Samurai Champloo Music Record: Katana de Geneon Entertainment presenta canciones lanzadas anteriormente por los cuatro productores con Force of Nature contribuyendo con tres canciones para el álbum.
En 2004, el dúo lanzó su segundo álbum Force Of Nature II.  También participarían en lanzamientos en colaboración con el productor Jay Dee, ó J. Dilla, del grupo Slum Village, así como del DJ Uppercut y Dev Large del grupo Buddha Brand. La pista "Down To Earth" se lanzó con "Crypto" de Jay Dee y DJ Uppercut, mientras que el sencillo "Just Landed" se lanzó con "Trans Tokyo Ghetto Funk Express" de Dev Large en Listening Is Believing Volume 1.
En 2006, el dúo lanzó su tercer álbum III. En 2007, Force of Nature remezcló " I'm Coming Out " de Diana Ross para el álbum recopilatorio Diana Ross & the Supremes : Remixes y produjo la canción "Majestic Two" para el álbum recopilatorio Bathroom #01 de Fat Jon.
En 2009, Force of Nature se asoció con el productor estadounidense Eric Duncan, también conocido como Dr. Dunks, para lanzar el álbum de 15 pistas y el DVD COMBi - ¡Chill On My Buttas!.
En 2013, Force of Nature lanzó el álbum recopilatorio Expansions. Este álbum incluye remixes del artista electrónico británico Lone, el DJ suizo Lexx, Dr. Dunks, el productor británico The Revenge, el artista alemán DJ T. y el productor británico Tony Tobias.

## Otros proyectos
Además de su trabajo como Force of Nature, tanto KZA como DJ Kent tienen proyectos en solitario. KZA lanzó los álbumes Dig And Edit en octubre de 2009, An EP en diciembre de 2009 y Dig & Edit 2 en enero de 2014. KZA y el sello Mule Musiq lanzarían una serie de sencillos y compilaciones compuestas de reediciones, con KZA contribuyendo con varios lanzamientos.
Por su lado, DJ Kent es parte del grupo Galarude con los músicos Hiroshi Kawanabe y el bajista Noriyoshi Sasanuma. En 2004, su álbum mixto (B)ape Sounds Mixtape fue lanzado por Ape Sounds Records, un sello bajo la marca de ropa A Bathing Ape fundada por el diseñador y DJ Nigo. En 2005, se unió a los artistas y productores suizos Yanneck "Quarion" Salvo y Adrien "Rosario" Mazzei para formar el grupo Enterplay. El grupo lanzó su álbum debut Water & Dust. DJ kent, bajo el nombre de The Backwoods, lanzó su álbum homónimo en julio de 2010.

## Discografía

### Álbumes
- The Forces of Nature (2002)
- Force of Nature II (2004)
- III (2006)

### Álbumes recopilatorios
- Best Setting Sound 01 (2006)
- Expansions (2013)

### Álbumes de bandas sonoras
- Samurai Champloo Music Record: Masta (2004)(con Tsutchie)
- Samurai Champloo Music Record: Impression (2004)(con Fat Jon y Nujabes )

### Sencillos
- Loopaddiction (2003)
- Force Field / Magic Hills (2004)
- A Dark Nebula (2004)
- Unstoppable (2005)
- Axiomatic / Liberate (2005)
- Black Moon (2006)
- Straight Ahead (Long Version) / Traderoute (Long Version) (2006)
- Afroshock (2007)
- To The Brain (2007)
- Sequencer (2007)
- Remixed (2008)
- III: European Edition (2008)

### Álbumes colaborativos
- C.O.M.B.i. - Chill On My Buttas! (2009)(con Eric Duncan)